# Gumniska Małe
Gumniska Małe – osada w Polsce położona w województwie warmińsko-mazurskim, w powiecie ostródzkim, w gminie Małdyty przy trasie (zawieszonej) linii kolejowej Małdyty-Malbork.
W latach 1975–1998 miejscowość administracyjnie należała do województwa olsztyńskiego.
W roku 1973 jako majątek Gumniska Małe należały do powiatu morąskiego, gmina i poczta Małdyty.
Inne miejscowości o nazwie Gumniska: Gumniska, Gumniska Wielkie